# Гревена
Гревена (грец. Γρεβενά, болг. Гребена, мак. Гребен) — місто в Греції, у периферії Західна Македонія, столиця однойменного ному Гревена.

## Історія

### Сучасність
Щільність населення у цьому районі була найнижчою у країні до початку 1990-х років, коли Гревена була сполучена автобаном Егнатія із Ігуменицею, Евросом та Александруполісом на кордоні з Туреччиною. Саме ж місто, оточене горами, стоїть на березі річки Гревеніотікос, яка є притокою Альакмону.
13 травня 1995 року тут стався потужний землетрус магнітудою 6,6 бала за шкалою Ріхтера, який заподіяв значного матеріального збитку мешканцям Гревени — не вціліла жодна будівля в місті. Найбільше постраждали мешканці поселення Вензія. Від численних людських жертв вберегли попередні два набагато слабші поштовхи, про які заздалегідь попередили сейсмологи. Більшості вдалось залишити свої будинки та евакуюватись.
5 січня 2005 р. тут стався ще один потужний землетрус, епіцентр якого прийшовся неподалік від Гревени. Хоча основний поштовх стався о 20:00 за місцевим часом, людських жертв не було. Землетрус інтенсивністю 5,4 бала за шкалою Ріхтера стався 17 липня 2007 року, в результаті якого були зруйновані лише старі будівлі у східній частині Гревени.

## Населення
| Рік  | Місто  | Муніципалітет |
| ---- | ------ | ------------- |
| 1981 | 7,739  | —             |
| 1991 | 9,345  | 14,986        |
| 2001 | 10,177 | 15,481        |